# Copa del Rey 2017/18
Die Copa del Rey 2017/18 war die 114. Austragung des spanischen Fußballpokals.
Der Wettbewerb startete am 30. August 2017 und endete mit dem Finale am 21. April 2018. Im Endspiel im Estadio Metropolitano in Madrid konnte der FC Barcelona durch ein 5:0 gegen den FC Sevilla den Titel verteidigen.

## Teilnehmende Mannschaften
| Primera División 20 Vereine der Saison 2016/17 | Segunda División 21 Vereine der Saison 2016/171 | Segunda División B 24 Vereine, die in der Saison 2016/17 in den vier Gruppen unter den ersten fünf platziert waren und die vier folgenden Mannschaften mit den meisten Punkten2 | Tercera División die 18 Meister der Tercera División 2016/173 |
| Real Madrid FC Barcelona Atlético Madrid FC Sevilla FC Villarreal Real Sociedad Athletic Bilbao Espanyol Barcelona Deportivo Alavés SD Eibar FC Málaga FC Valencia Celta Vigo UD Las Palmas Betis Sevilla Deportivo La Coruña Sporting Gijón CA Osasuna FC Granada | UD Levante FC Girona FC Getafe CD Teneriffa FC Cádiz SD Huesca Real Valladolid Real Oviedo CD Lugo FC Córdoba FC Reus Rayo Vallecano Gimnàstic de Tarragona UD Almería Real Saragossa CD Numancia AD Alcorcón UCAM Murcia CF RCD Mallorca FC Elche CD Mirandés | - Gruppe 1 Cultural Leonesa Racing Santander FC Pontevedra SD Ponferradina† Racing de Ferrol† - Gruppe 2 Albacete Balompié CD Toledo CF Fuenlabrada Rayo Majadahonda SD Leioa UD Logroñés‡ Real Unión Irún‡ - Gruppe 3 CD Alcoyano Atlético Baleares FC Badalona Hércules Alicante† Club Lleida Esportiu† - Gruppe 4 FC Lorca Real Murcia CF Villanovense FC Cartagena Mérida AD UD Melilla‡ UD Marbella‡ | - Gruppe 1 Rápido de Bouzas† - Gruppe 2 Real Avilés† - Gruppe 3 Gimnástica de Torrelavega - Gruppe 4 SCD Durango† - Gruppe 5 UE Olot - Gruppe 6 Olímpic Xàtiva - Gruppe 7 Unión Adarve† - Gruppe 8 Gimnástica Segoviana - Gruppe 9 Antequera CF† - Gruppe 10 Arcos CF† - Gruppe 11 SD Formentera - Gruppe 12 UD San Fernando† - Gruppe 13 CF Lorca Deportiva - Gruppe 14 CP Cacereño - Gruppe 15 Peña Sport - Gruppe 16 CD Calahorra - Gruppe 17 SD Tarazona† - Gruppe 18 CF Talavera de la Reina |

1 Sevilla Atlético als B-Mannschaft nicht teilnahmeberechtigt

2 unter Ausschluss von B-Mannschaften

3 wird eine B-Mannschaft Meister, rückt automatisch die bestplatzierte A-Mannschaft der jeweiligen Liga nach

† für eine B-Mannschaft nachgerückt

‡ als Punktbester qualifiziert

## Erste Hauptrunde
Zur ersten Hauptrunde des Wettbewerbes waren 36 Mannschaften, die in der Saison 2017/18 in der Segunda División B und der Tercera División spielen, qualifiziert. Die Auslosung fand am 28. Juli 2017 wie alle weiteren Auslosungen auch in der Ciudad del Fútbol in Las Rozas de Madrid statt. Es wurden 18 Paarungen ausgelost und sechs Freilose vergeben. Dabei wurden auch die Paarungen für die zweite Hauptrunde bestimmt. Die Spiele wurden am 30. und 31. August sowie am 6. September 2017 ausgetragen.
|                           | Ergebnis              |                  |
| ------------------------- | --------------------- | ---------------- |
| CF Talavera de la Reina   | 1:0                   | CD Toledo        |
| Rayo Majadahonda          | 0:1                   | Unión Adarve     |
| SD Ponferradina           | 2:0                   | Rápido de Bouzas |
| Gimnástica Segoviana      | 2:0                   | FC Pontevedra    |
| UD Logroñés               | 4:0                   | Real Avilés      |
| Gimnástica de Torrelavega | 0:3                   | SCD Durango      |
| CD Calahorra              | 1:0                   | Real Unión Irún  |
| Peña Sport                | 1:2                   | CD Mirandés      |
| SD Leioa                  | 2:1                   | Racing Santander |
| FC Badalona               | 2:2 n. V. (1:3 i. E.) | FC Elche         |
| SD Formentera             | 1:1 n. V. (5:4 i. E.) | SD Tarazona      |
| Olímpic Xàtiva            | 1:1 n. V. (4:5 i. E.) | UE Olot          |
| FC Cartagena              | 2:1 n. V.             | UCAM Murcia CF   |
| Real Murcia               | 3:1                   | CP Cacereño      |
| Antequera CF              | 2:0                   | Arcos CF         |
| CF Lorca Deportiva        | 3:1                   | CF Villanovense  |
| UD San Fernando           | 1:2 n. V.             | UD Marbella      |
| Club Lleida Esportiu      | 1:0                   | UD Melilla       |

Freilose: Atlético Baleares, Racing de Ferrol, Hércules Alicante, RCD Mallorca, CD Alcoyano, CF Fuenlabrada, Mérida AD

## Zweite Hauptrunde
In der zweiten Hauptrunde traten die Mannschaften aus der Segunda División dem Wettbewerb bei. Die Spiele wurden zwischen dem 5. und 7. September 2017 ausgetragen.
|                         | Ergebnis              |                      |
| ----------------------- | --------------------- | -------------------- |
| FC Elche                | 3:2                   | SCD Durango          |
| UE Olot                 | 1:0 n. V.             | CD Alcoyano          |
| Real Murcia             | 4:1                   | Racing de Ferrol     |
| RCD Mallorca            | 0:0 n. V. (3:4 i. E.) | Club Lleida Esportiu |
| CF Talavera de la Reina | 3:1                   | Antequera CF         |
| CF Fuenlabrada          | 2:0                   | Mérida AD            |
| SD Ponferradina         | 1:0                   | Atlético Baleares    |
| UD Marbella             | 1:2                   | Gimnástica Segoviana |
| CD Calahorra            | 2:0 n. V.             | SD Leioa             |
| FC Cartagena            | 2:1                   | CD Mirandés          |
| Hércules Alicante       | 2:1 n. V.             | CF Lorca Deportiva   |
| UD Logroñés             | 0:0 n. V. (8:7 i. E.) | Unión Adarve         |
| CA Osasuna              | 3:2 n. V.             | Albacete Balompié    |
| Real Saragossa          | 3:0                   | FC Granada           |
| Rayo Vallecano          | 0:3                   | CD Teneriffa         |
| FC Reus                 | 0:1                   | Sporting Gijón       |
| Gimnàstic de Tarragona  | 1:1 n. V. (1:3 i. E.) | CD Lugo              |
| FC Lorca                | 2:4                   | FC Córdoba           |
| SD Huesca               | 0:2                   | Real Valladolid      |
| Real Oviedo             | 0:1                   | CD Numancia          |
| AD Alcorcón             | 2:4                   | Cultural Leonesa     |
| FC Cádiz                | 1:0                   | UD Almería           |

Freilos: SD Formentera

## Dritte Hauptrunde
Die Auslosung fand am 8. September 2017 statt. Die Spiele wurden zwischen dem 19. und 21. September 2017 ausgetragen.
|                         | Ergebnis              |                 |
| ----------------------- | --------------------- | --------------- |
| SD Formentera           | 4:3 n. V.             | UD Logroñés     |
| CD Calahorra            | 1:3                   | CF Fuenlabrada  |
| Gimnástica Segoviana    | 0:1                   | SD Ponferradina |
| Real Murcia             | 3:1                   | UE Olot         |
| Hércules Alicante       | 0:1                   | FC Elche        |
| CF Talavera de la Reina | 0:1 n. V.             | FC Cartagena    |
| FC Córdoba              | 1:4                   | CD Teneriffa    |
| Sporting Gijón          | 1:1 n. V. (1:3 i. E.) | CD Numancia     |
| Real Saragossa          | 1:0                   | CD Lugo         |
| FC Cádiz                | 1:0                   | CA Osasuna      |
| Cultural Leonesa        | 0:4                   | Real Valladolid |

Freilos: Club Lleida Esportiu

## Runde der letzten 32
In der Runde der letzten 32 stießen zu den elf Siegern aus den Partien der dritten Hauptrunde und einer Mannschaft, welche ein Freilos erhielt, die Teams aus der Primera División.
Die Auslosung fand am 28. September 2017 mit fünf Lostöpfen statt.
| Topf 1 (Segunda División B und Tercera División)                                                    | Topf 2 (Champions League)                           | Topf 3 (Europa League)                      | Spezialtopf 1 (Segunda División)                                 | Spezialtopf 2 (Primera División) |
| --------------------------------------------------------------------------------------------------- | --------------------------------------------------- | ------------------------------------------- | ---------------------------------------------------------------- | --- |
| FC Cartagena FC Elche SD Formentera CF Fuenlabrada Club Lleida Esportiu Real Murcia SD Ponferradina | Real Madrid FC Barcelona Atlético Madrid FC Sevilla | FC Villarreal Real Sociedad Athletic Bilbao | FC Cádiz CD Numancia CD Teneriffa Real Valladolid Real Saragossa | Deportivo Alavés Celta Vigo Deportivo La Coruña SD Eibar Espanyol Barcelona FC Getafe FC Girona UD Las Palmas CD Leganés UD Levante FC Málaga Betis Sevilla FC Valencia |

Zunächst wurde den Mannschaften in Topf 1 ein Gegner aus Topf 2 zugelost, den verbleibenden Mannschaften aus Topf 1 dann ein Gegner aus Topf 3. Danach wurde den Mannschaften aus Spezialtopf 1 ein Gegner aus Spezialtopf 2 zugelost und anschließend wurden die Paarungen aus den übrigen Vereinen der Primera División ermittelt.
Die Hinspiele werden zwischen dem 24. und 26. Oktober ausgetragen, die Rückspiele fanden zwischen dem 28. und 30. November 2017 statt.
|                      | Gesamt    |                    | Hinspiel | Rückspiel |
| -------------------- | --------- | ------------------ | -------- | --------- |
| FC Cartagena         | 0:7       | FC Sevilla         | 0:3      | 0:4       |
| FC Elche             | 1:4       | Atlético Madrid    | 1:1      | 0:3       |
| Real Murcia          | 0:8       | FC Barcelona       | 0:3      | 0:5       |
| CF Fuenlabrada       | 2:4       | Real Madrid        | 0:2      | 2:2       |
| SD Formentera        | 2:1       | Athletic Bilbao    | 1:1      | 1:0       |
| Club Lleida Esportiu | (a)3:3(a) | Real Sociedad      | 0:1      | 3:2       |
| SD Ponferradina      | 1:3       | FC Villarreal      | 1:0      | 0:3       |
| Real Saragossa       | 1:6       | FC Valencia        | 0:2      | 1:4       |
| CD Numancia          | 3:2       | FC Málaga          | 2:1      | 1:1       |
| Real Valladolid      | 1:3       | CD Leganés         | 1:2      | 0:1       |
| FC Cádiz             | 6:5       | Betis Sevilla      | 1:2      | 5:3       |
| CD Teneriffa         | 2:3       | Espanyol Barcelona | 0:0      | 2:3       |
| FC Getafe            | 0:4       | Deportivo Alavés   | 0:1      | 0:3       |
| Deportivo La Coruña  | 4:6       | UD Las Palmas      | 1:4      | 3:2       |
| FC Girona            | 1:3       | UD Levante         | 0:2      | 1:1       |
| SD Eibar             | 1:3       | Celta Vigo         | 1:2      | 0:1       |

## Achtelfinale
Die Auslosung für die Spiele des Achtelfinales fand am 5. Dezember 2017 statt. Die Hinspiele wurden am 3. und 4. Januar, die Rückspiele zwischen dem 9. und 11. Januar 2018 ausgetragen.
|                      | Gesamt    |                  | Hinspiel | Rückspiel |
| -------------------- | --------- | ---------------- | -------- | --------- |
| SD Formentera        | 1:5       | Deportivo Alavés | 1:3      | 0:2       |
| Club Lleida Esportiu | 0:7       | Atlético Madrid  | 0:4      | 0:3       |
| FC Cádiz             | 1:4       | FC Sevilla       | 0:2      | 1:2       |
| UD Las Palmas        | 1:5       | FC Valencia      | 1:1      | 0:4       |
| CD Numancia          | 2:5       | Real Madrid      | 0:3      | 2:2       |
| Celta Vigo           | 1:6       | FC Barcelona     | 1:1      | 0:5       |
| CD Leganés           | (a)2:2(a) | FC Villarreal    | 1:0      | 1:2       |
| Espanyol Barcelona   | 3:2       | UD Levante       | 1:2      | 2:0       |

## Viertelfinale
Die Auslosung für die Spiele des Viertelfinales fand am 12. Dezember 2017 statt. Die Hinspiele werden am 17. und 18. Januar, die Rückspiele zwischen dem 23. und 25. Januar 2018 ausgetragen.
|                    | Gesamt          |                  | Hinspiel | Rückspiel |
| ------------------ | --------------- | ---------------- | -------- | --------- |
| FC Valencia        | 4:4 (3:2 i. E.) | Deportivo Alavés | 2:1      | 1:2 n. V. |
| Atlético Madrid    | 2:5             | FC Sevilla       | 1:2      | 1:3       |
| Espanyol Barcelona | 1:2             | FC Barcelona     | 1:0      | 0:2       |
| CD Leganés         | (a)2:2(a)       | Real Madrid      | 0:1      | 2:1       |

## Halbfinale
Die Auslosung für die Spiele des Halbfinales fand am 26. Dezember 2017 statt. Die Hinspiele werden am 31. Januar und 1. Februar, die Rückspiele am 7. und 12. Februar 2018 ausgetragen.
|              | Gesamt |             | Hinspiel | Rückspiel |
| ------------ | ------ | ----------- | -------- | --------- |
| CD Leganés   | 1:3    | FC Sevilla  | 1:1      | 0:2       |
| FC Barcelona | 3:0    | FC Valencia | 1:0      | 2:0       |

## Finale
| FC Sevilla                                                           | FC Sevilla | FC Barcelona | FC Barcelona | Aufstellung                               |
| -------------------------------------------------------------------- | --- | --- | ------------ | ----------------------------------------- |
| FC Sevilla                                                           | \| 21. April 2018 um 21:30 Uhr (MESZ) in Madrid (Estadio Metropolitano) \| \| Ergebnis: 0:5 (0:3) \| \| Zuschauer: 67.500 \| \| Schiedsrichter: Jesús Gil Manzano \| \| Spielbericht \|                                                                               | \| 21. April 2018 um 21:30 Uhr (MESZ) in Madrid (Estadio Metropolitano) \| \| Ergebnis: 0:5 (0:3) \| \| Zuschauer: 67.500 \| \| Schiedsrichter: Jesús Gil Manzano \| \| Spielbericht \|                                                                        | FC Barcelona | Aufstellung FC Sevilla gegen FC Barcelona |
| FC Sevilla                                                           | David Soria – Jesús Navas, Gabriel Mercado, Clément Lenglet, Sergio Escudero – Steven Nzonzi, Éver Banega, Pablo Sarabia (82. Miguel Layún), Franco Vázquez (86. Nolito), Joaquín Correa (46. Sandro Ramírez) – Luis Muriel Cheftrainer: Vincenzo Montella ( Italien) | Jasper Cillessen – Sergi Roberto, Gerard Piqué, Samuel Umtiti, Jordi Alba – Philippe Coutinho (82. Ousmane Dembélé), Ivan Rakitić, Sergio Busquets (76. Paulinho), Andrés Iniesta (88. Denis Suárez) – Lionel Messi, Luis Suárez Cheftrainer: Ernesto Valverde | FC Barcelona | Aufstellung FC Sevilla gegen FC Barcelona |
| FC Sevilla                                                           | 0:1 Luis Suárez (14.) 0:2 Lionel Messi (31.) 0:3 Luis Suárez (40.) 0:4 Andrés Iniesta (52.) 0:5 Philippe Coutinho (69., Handelfmeter) | | FC Barcelona | Aufstellung FC Sevilla gegen FC Barcelona |
| FC Sevilla                                                           | Gabriel Mercado (34.), Sergio Escudero (38.), Franco Vázquez (74.) | Andrés Iniesta (67.), Sergio Busquets (74.) | FC Barcelona | Aufstellung FC Sevilla gegen FC Barcelona |
| FC Sevilla                                                           | Spieler des Spiels: Andrés Iniesta (Barcelona) | | FC Barcelona | Aufstellung FC Sevilla gegen FC Barcelona |
| 21. April 2018 um 21:30 Uhr (MESZ) in Madrid (Estadio Metropolitano) | | |              |                                           |
| Ergebnis: 0:5 (0:3)                                                  | | |              |                                           |
| Zuschauer: 67.500                                                    | | |              |                                           |
| Schiedsrichter: Jesús Gil Manzano                                    | | |              |                                           |
| Spielbericht                                                         | | |              |                                           |